# Vincenzo Paliotti
Vincenzo Paliotti, né en 1831 à Rome et mort en 1894 à Naples, est un peintre néoclassique italien du XIXe siècle.

## Biographie
Il est considéré comme l'un des représentants les plus nonchalants des courants védutiste, romantique et académique. Il est connu pour avoir beaucoup travaillé dans le sud de l'Italie et d'avoir œuvré sur des commandes pour des basiliques, plus particulièrement pour les voûtes centrales. Il a notamment sur le sanctuaire de Notre Dame du Rosaire de Pompéi, la cathédrale de Castellammare di Stabia, l'église Saint-Roch de Torrevecchia Teatina, l'église San Giuseppe alla Lungara, le Théâtre romain de Lecce et de multiples autres bâtiments. Il a collaboré avec Filippo Bigioli pour une série de vingt-quatre toiles sur la vie de Dante Alighieri.
Vincenzo Paliotti meurt en 1894.

## Œuvres
Liste non exhaustive de ses peintures: 
- La dernière cène, 21cm x 27cm, huile sur toile, date inconnue, Naples ;
- Sanctuaire de la Madone de Pompéi, fresque, 1859;
- Sirènes, huile sur toile, 1888[3].

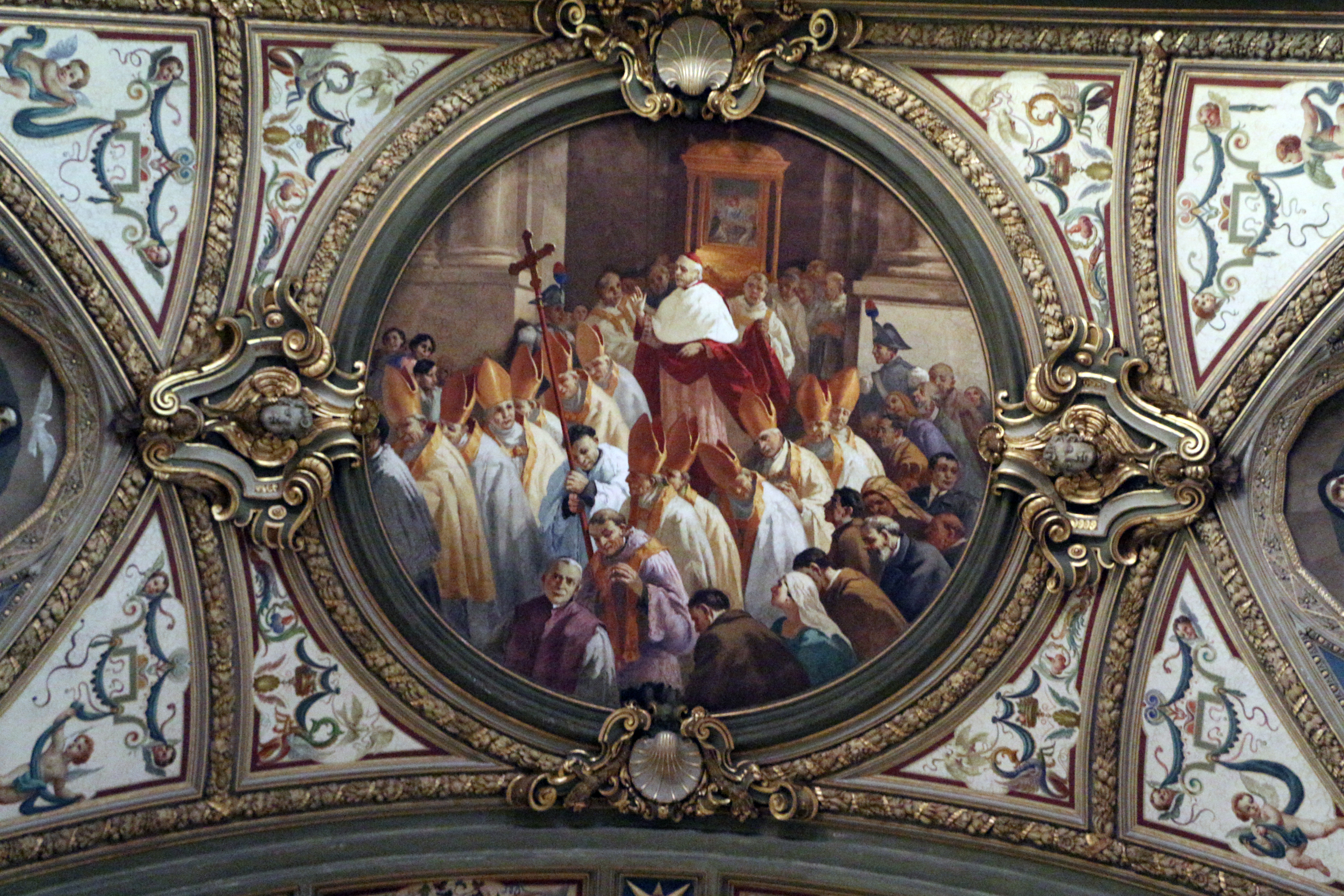
Santuario della madonna di pompei 1859